# Aeroportul Carlos Rovirosa Pérez
Aeroportul Carlos Rovirosa Pérez (IATA: VSA, ICAO: MMVA) este un aeroport din Tabasco, Mexic ce deservește zona Villahermosa⁠(d). Aeroportul a fost tranzitat în 2023 de 1.396.653 de pasageri.
Situat la o altitudine de 14 m, aeroportul dispune de 1 pistă. Este operat de Grupo Aeroportuario del Sureste⁠(d).

## Infrastructură

### Piste
Aeroportul dispune de o singură pistă. Pista are orientarea 08/26. 